# Agrostis calamagrostis
Agrostis calamagrostis é uma espécie de gramínea do gênero Agrostis, pertencente à família Poaceae.